# میخائیل ریژاک
میخائیل ریژاک (روسی: Михаил Михайлович Рыжак؛ ۱۰ مارس ۱۹۲۷ – ۲۵ مارس ۲۰۰۳) بازیکن واترپلو اهل اتحاد جماهیر شوروی سوسیالیستی بود.